# Château de Fiac
 (mai 2023).
- Si vous ne connaissez pas le sujet, laissez ce bandeau (vous pouvez alors contacter les auteurs).
- Si vous supprimez le contenu mis en cause (vous pouvez préalablement contacter les auteurs),

argumentez précisément cette suppression dans la page de discussion
(un manque de référence n'est pas un argument ; une recherche réelle de référence doit avoir été effectuée, être formellement documentée).
Le terme de château de Fiac désigne deux édifices successifs situés à Fiac, dans le Tarn (France). Le premier était un château-fort, aujourd'hui disparu. Il a été remplacé par un nouveau château au XIXe siècle, aussi appelé château de Chaminade.

## Historique

### Le château originel
Le premier château de Fiac est construit au XIIe siècle. L'édifice originel était un château-fort, situé sur une motte castrale au lieu-dit "la ville", sur l'actuelle place du château d'eau. 
C'était le siège de la châtellenie de Fiac, qui en 1208 appartient à Simon de Montfort. Ce dernier s'en est emparé grâce à sa participation à la croisade des albigeois. Elle passe ensuite à Philippe Ier de Montfort, seigneur de Castres et neveu de Simon, puis à son fils Philippe II et son petit-fils Jean. En 1315, après être restée dans la famille de Montfort un siècle durant, elle échoit par héritage à Guy de Comminges, le fils de Bernard VII de Comminges et de Laure de Montfort (1262 - 1300). Quelque temps après, la châtellenie est rattaché à la couronne de France.
Néanmoins, le château est détruit au début du XVIIe siècle.[réf. souhaitée]

### Le château actuel
Édifié au XIXe siècle sûrement sur les bases d'un bâtiment datant des XVIIe et XVIIIe siècles, l'actuel château de Fiac a été commandité par la famille de Rivals[réf. nécessaire]. Il se situe à quelques distances du château primitif, à l'extérieur du village. La famille de Rivals a finalement revendu la propriété quelque temps après, et s'est installée de l'autre côté de la route.
Après avoir être passé entre les mains de différents propriétaires, il est finalement acquis par la congrégation des Marianistes, qui en fait l'institut religieux de la Chaminade. Il est alors utilisé comme  collège privé puis maison de retraite.
Il est racheté par un particulier en 2010 et rénové à partir de cette date, dans le but d'y créer des appartements de hauts-standing. Il accueille aujourd'hui un hôtel de luxe, qui devrait ouvrir en juillet 2021.

## Architecture
Le château actuel est un édifice de plan rectangulaire sur deux étages, outre un étage de soubassement et un étage sous combles, et est orienté d'ouest en est. Sa façade principale, au Sud, s'organise en cinq travées. Celle centrale s'ouvre sur un grand perron et présente aussi un balcon au premier étage. Cette façade est flanquée de deux tours carrées en légère saillie, et est surmonté d'un attique.
L'édifice est couvert de toits en pavillons. L'enduit blanc est rehaussé par les encadrements d'ouvertures en brique, ainsi que par la présence de bandeaux en brique[réf. souhaitée].
Le domaine du château s'étend sur près de 5 hectares, et on y trouve un souterrain, dégagé récemment.